# ولاشجرد (مقاطعة فراهان)
ولاشجرد (بالفارسية: ولاشجرد) هي قرية تقع في مركزي في إيران. يقدر عدد سكانها بـ 52 نسمة بحسب إحصاء 2016.